# Marguerite-Louis-François Duport-Dutertre

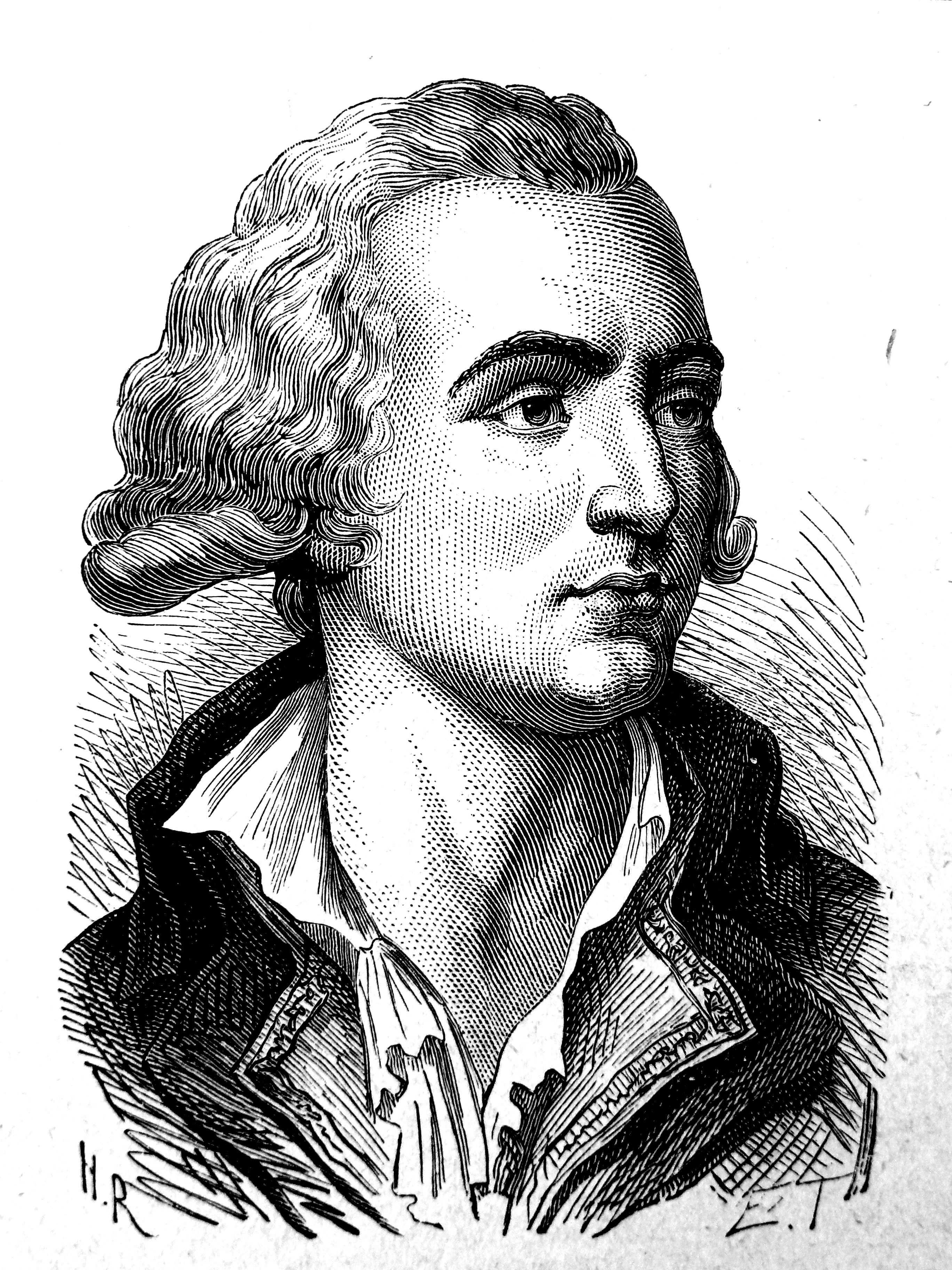
Duport-Dutertre

Marguerite-Louis-François Duport-Dutertre (* 6. Mai 1754 in Paris; † 29. November 1793 ebenda) auch Marguerite-Louis-François Duport du Tertre war ein französischer Justizminister und Rechtsanwalt.

## Leben
Marguerite-Louis-François Duport-Dutertre wurde am 6. Mai 1754 als Sohn des Geschichtsschreibers, Privatgelehrten und Mitglied der königlichen Akademie zu Angers François Joachim Duport-Dutertre (1715–1759) in Paris geboren.
Zur Zeit der Französischen Revolution war er Anwalt. im Jahre 1789, bei der Gründung des ersten Gemeinderats (Municipalrath) von Paris, wurde Jean-Sylvain Bailly zum Bürgermeister und Duport-Dutertre zum Leutnant des Bürgermeisters (Lieutnant de Maire) ernannt und erhielt im gleichen Jahr die Berufung zum stellvertretenden Staatsanwalt. Auf Empfehlung von La Fayette wurde er am 21. November 1790 Justizminister und ersetzte Jérôme Champion de Cicé. Zusammen mit Louis Le Bègue Duportail war er einer der ersten beiden Minister für die Partei der Patrioten. Er wechselte später im Sommer 1791 dann zu den neu gegründeten Feuillants.
Als er am 23. März 1792 gezwungen wurde, die Macht an die Girondisten, in seinem Fall konkret an Jean Marie Roland abzugeben, kehrte er ins Privatleben zurück.
Nach dem 10. August 1792 wurde er wegen Verschwörung gegen die Verfassung und die allgemeine Sicherheit des Staates angeklagt. Er wurde im August 1792 zur gleichen Zeit wie Antoine Barnave, Alexander Lameth, Louis Le Bègue Duportail, Montmorin, Bertrand de Molleville und Louis Hardouin Tarbé verhaftet und in die Conciergerie verlegt. Zuerst noch vor das Nationale Hochgericht in Orleans gestellt, wurde er nach Paris rücküberführt und vor das Revolutionstribunal gebracht. Trotz Marats positiver Meinung über ihn wurde er am 28. November 1793 zum Tode verurteilt und gleichzeitig mit Barnave guillotiniert.